# Sagrestia di San Marco

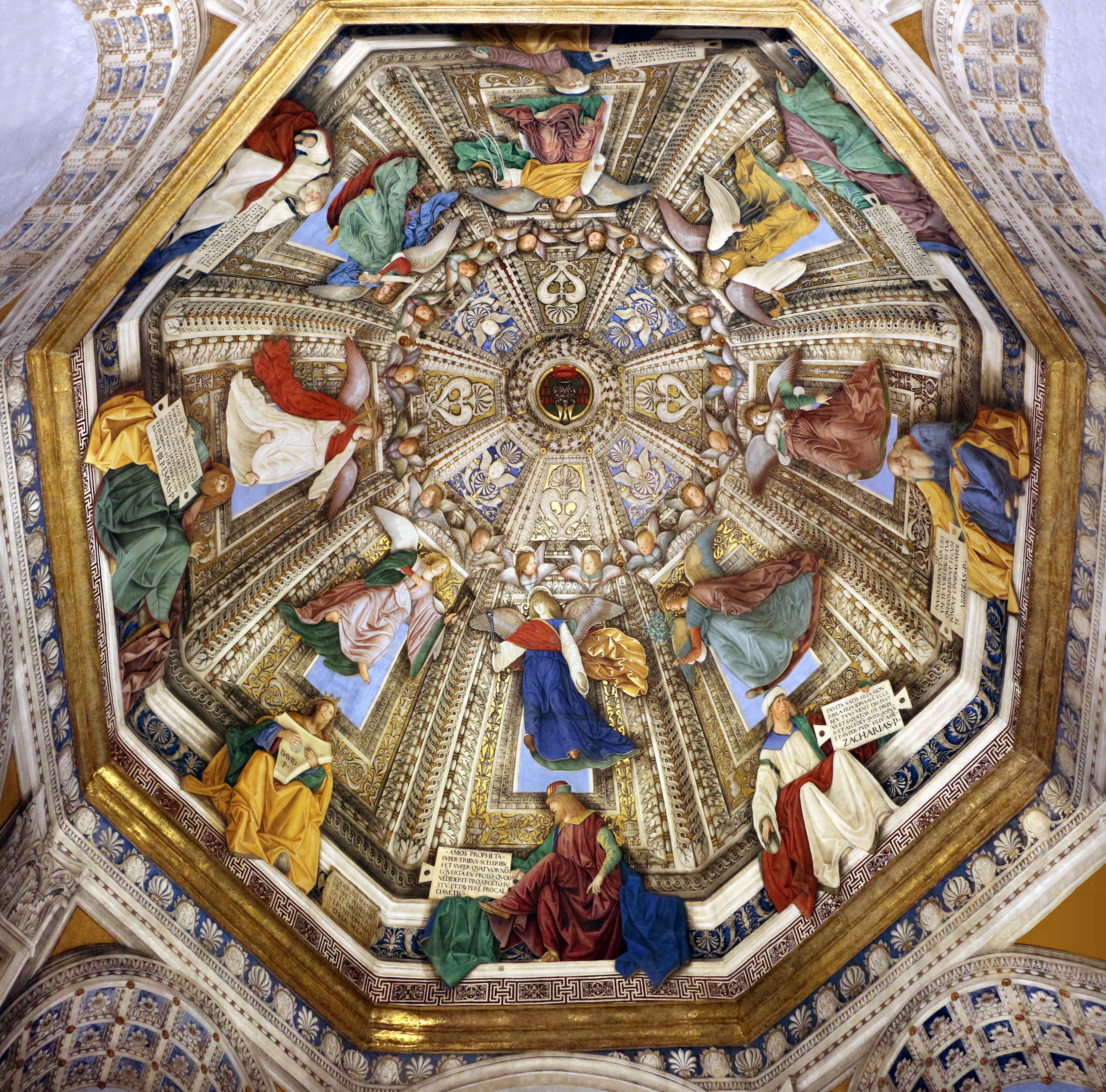
La volta

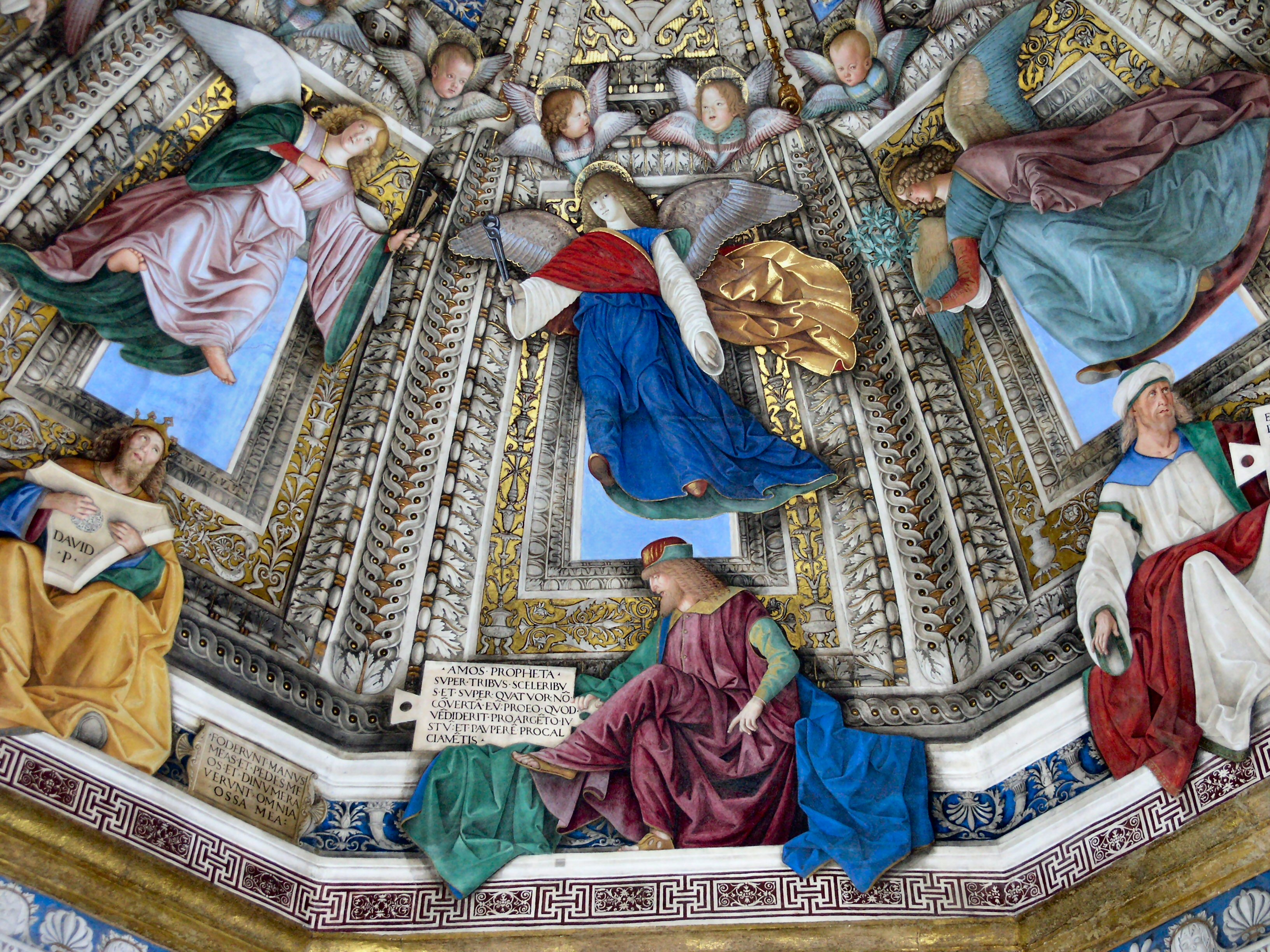
Dettaglio della volta

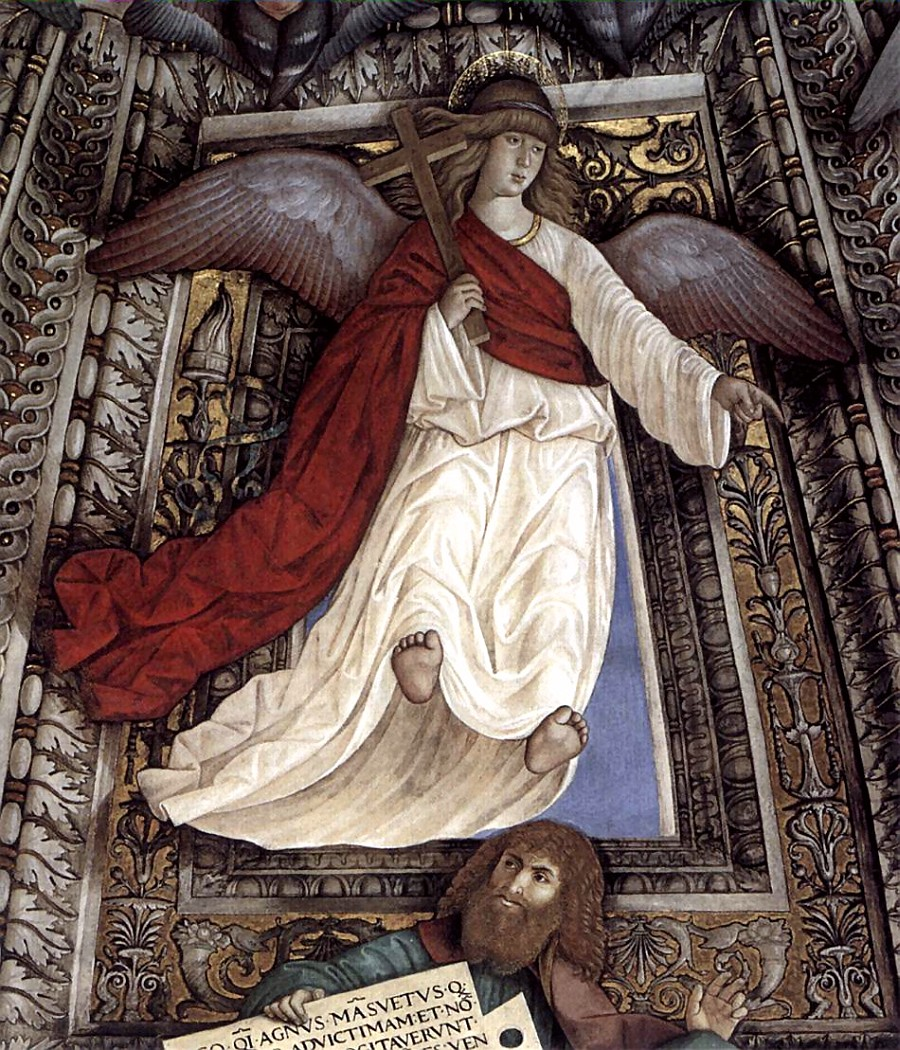
Uno degli angeli

La Sagrestia di San Marco è una delle quattro sagrestie del santuario della Santa Casa a Loreto. Ospita un pregevole ciclo di affreschi di Melozzo da Forlì, databili al 1484-1493. È uno dei primi esempi di cupola decorata sia con figure sia con finti elementi architettonici illusionistici, fortemente influenzata dalla Camera Picta di Andrea Mantegna

## Storia
La decorazione della sagrestia prese il via su commissione di Girolamo Basso della Rovere, che ebbe giurisdizione su Loreto dal 1476 al 1506, dopo la sua nomina a cardinale nel 1477: il suo stemma si vede al centro della volta. In quella data iniziarono i lavori nella vicina Sagrestia della Cura di Luca Signorelli, mentre pare che Melozzo vi lavorò qualche anno dopo, dopo essere rientrato da Roma dove era stato al servizio di Pio II. Per la partenza improvvisa dell'artista la decorazione della sagrestia venne interrotta, quando aveva appena iniziato il registro inferiore con l'Entrata di Cristo in Gerusalemme, facente parte delle Storie della Passione.
La sagrestia deve il nome a una lunetta a stucco sopra il portale che, andata perduta, venne sostituita da una replica in maiolica nel 1876.

## Descrizione e stile
La sagrestia, come le sue gemelle, presenta una pianta a base ottagonale. La porta rinascimentale, intagliata e intarsiata, è attribuita a Benedetto da Maiano (1481). 
La volta, a otto spicchi, venne decorata da Melozzo con la probabile collaborazione di Marco Palmezzano, a cui in passato l'intera opera è stata attribuita. Essa è divisa in otto spicchi da costoloni dipinti, con al centro lo stemma Della Rovere circondato da una corona di foglie di quercia, da un motivo quasi a monocromo e da una corona di serafini. 
Si dipartono poi otto "finestre" a sfondo azzurrino inquadrate da massicce cornici dipinte, ricche di decorazioni all'antica (candelabre, kyma, ecc.), che ricreano l'effetto di stucchi e rilievi che continuano l'architettura reale. In ciascuna di esse si trova un angelo in volo, con le ali spiegate e recante uno dei simboli della Passione, rappresentato con la prospettiva "da sott'in su" di cui Melozzo era il maggior conoscitore all'epoca: ciascuno di essi mostra infatti le palme dei piedi ed altri elementi che evidenziano lo scorcio dal basso, secondo il reale punto di vista dello spettatore. Per ottenere queste effetto di figure sospese nel vuoto studiò probabilmente dei modellini in cera appesi con fili, magari riflessi in uno specchio posato per terra. 
Alla base della cupola, sopra la terminazione del tamburo, dipinse su ogni vela otto Profeti seduti su un cornicione dipinto, reggenti lapidi che contengono brani di profezie. Anche queste figure sono inclinate in avanti, sporgendosi verso il basso, in modo che i volti mostrino il lato inferiore.
Nonostante l'effetto novità, appare chiaro che comunque Melozzo non aveva ancora compreso, come fecero poi Raffaello (nella cappella Chigi nella basilica di Santa Maria del Popolo) e Correggio (a Parma), che se la veduta dal basso era adeguata per le figure alla base della cupola, per quelle al centro era necessaria una veduta assiale.

## Struttura
Partendo dall'affresco dell'Ingresso di Gesù a Gerusalemme, è possibile cogliere l'ordine compositivo del ciclo. Ogni spicchio dell'ottagono è diviso in tre spazi: sulla volta si ergono gli Angeli con gli strumenti della Passione, al di sotto i Profeti seduti con cartigli che preannunciano le sofferenze del Messia, e infine i riquadri parietali, l'unico dei quali è il sopracitato Ingresso di Gesù a Gerusalemme. Si viene dunque a creare un'armonia figurativa pregevole che coniuga simboli, profezie ed eventi del sacrificio di Cristo.

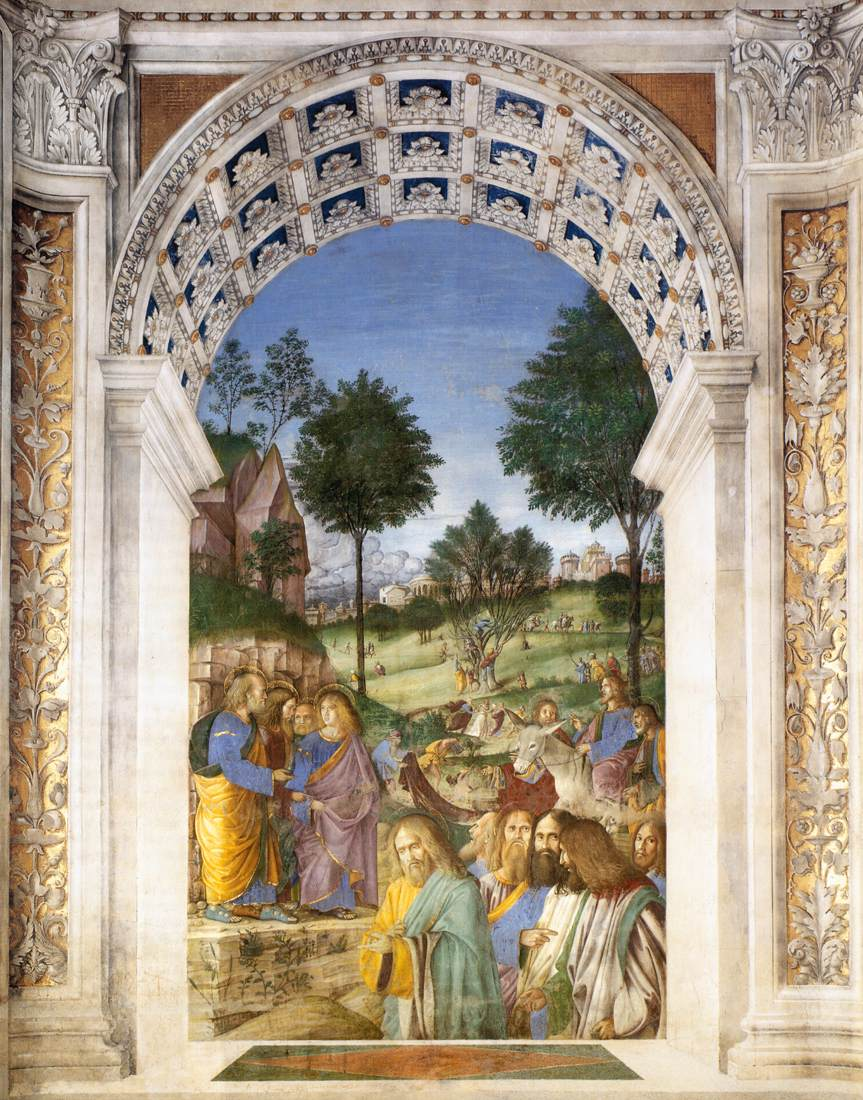
Ingresso di Gesù a Gerusalemme, unico affresco compiuto da Melozzo da Forlì sulle pareti sottostanti della Sagrestia. All'estrema destra del dipinto si vede l'autoritratto dello stesso Melozzo.

Nello spicchio preso come riferimento l'Angelo con ramoscello d'ulivo sovrasta il Profeta Zaccaria con la scritta che il Messia viene seduto su un'asina; sotto, sulla parete, l'Ingresso di Cristo a Gerusalemme. Segue (a destra) la rappresentazione sulla volta dell'Angelo con agnello in braccio, simbolo di Cristo immolato, sovrastante il Profeta Abdia che nel suo cartiglio preannuncia il tradimento di Giuda; sulla parete, il pittore avrebbe dovuto affrescare la Cena pasquale con l'Istituzione dell'Eucaristia. Di seguito, l'Angelo con il calice che sormonta il Profeta Ezechiele, che alludono all'Agonia nell'orto degli Ulivi, scena che non fu mai affrescata nella parete sottostante. Si profilano quindi l'Angelo con borsa di denari e corda e la rappresentazione del Profeta Baruc che alludono alla Cattura di Cristo, scena che non si sarebbe mai potuta eseguire per la presenza del vano della porta.
Successivamente l'Angelo con la colonna e il Profeta Isaia offrono un chiaro rimando alla mai compiuta scena della Flagellazione di Cristo che avrebbe dovuto occupare la parete sottostante; segue l'affresco dell'Angelo con la croce che sovrasta il Profeta Geremia, entrambe allusioni alla condanna di Cristo alla morte sulla croce, episodio che si sarebbe dovuto rappresentare sulla parete inferiore. A destra l'Angelo con chiodi e il Profeta David con la scritta del salmo prefigurano la Crocifissione, scena che l'artista avrebbe dovuto rappresentare sulla parete sottostante. Segue, da ultimo, l'Angelo con tenaglie che sopra la finestra sovrasta il Profeta Amos che regge un cartiglio oscuro che forse predice la Deposizione, episodio che non si sarebbe mai potuto raffigurare per l'assenza di spazio sottostante.